# 星战前夜
《星战前夜》（英語：EVE Online），指的是一款由冰島CCP Games在2003年開發的大型多人線上遊戲。遊戲設定於科幻太空場景中，玩家駕駛各式自行改造的船艦在超過七千個行星系中穿梭。大多數的行星系透過一個或多個星門相互連結，小部分行星系需要穿过随机生成的虫洞方能进入，一個行星系中可包含各種物體，例如：行星、衛星、太空站、小行星帶等。《星战前夜》中的玩家能進行各式的活動，包括採礦、製造、貿易與戰鬥（對抗NPC或玩家），玩家可從事的活動類型隨著技能的增長而增加，即使玩家沒有登入遊戲中，遊戲中技能的訓練隨時都進行著。
《星战前夜》首於2003年5月至同年12月由Simon&Schuster Interactive（SSI）發行，隨後開發者CCP將其出版權買回。直至2008年1月22日，《EVE Online》宣布新增Steam这一发布途径。

## 故事背景

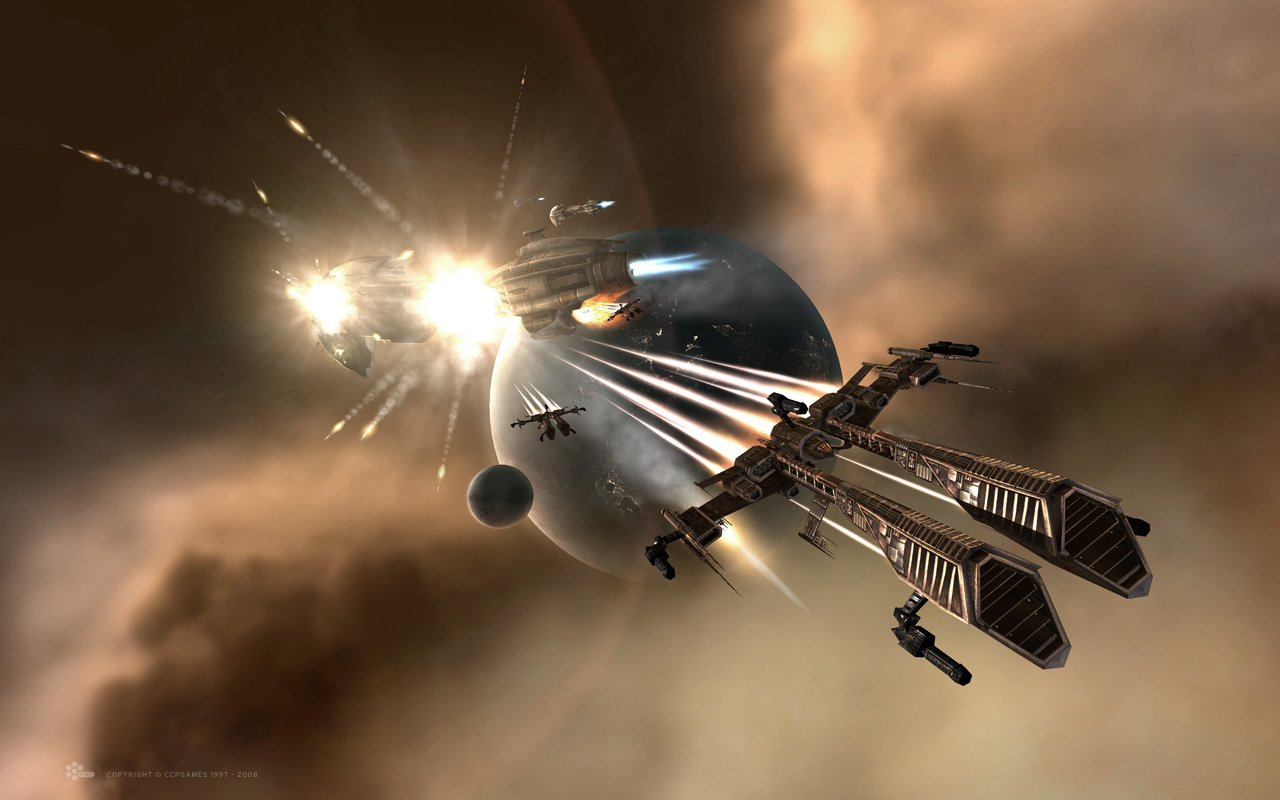
一架經過戰鬥的Rifter級護衛艦

《星战前夜》的故事設定在遙遠的未來，人類在竭盡地球資源後，便開始殖民銀河系，當人類殖民了大部分的銀河系區域時，資源的掠奪導致戰爭爆發。直到7987年，人類發現一個天然的蟲洞，它通往一处未知的河外星系。由於該蟲洞並不穩定，人類於7989年建造EVE之门（EVE Gate）以維持它的穩定度，許多人便通過此蟲洞探索與移民至另一個河系，並將它稱為新伊甸（New Eden）。然而8061年，蟲洞塌陷並摧毀了人類所建造的EVE之门，也切斷了新伊甸與银河系的聯繫。在灾难中，仅有少部分殖民地幸存下来，且彼此之间的勾心斗角反而愈演愈烈。少数赢家集结资源离开新伊甸，就此下落不明；多数生者们则历经科技退化，重新发展，尝试接触与冲突，于几千年后，最終形成了五大帝国、部分小国，以及遍布于国家疆域以外的大小势力。五大帝国分別是艾瑪帝国（Amarr Empire）、蓋倫特联邦（Gallente Federation）、加達里合众国（Caldari State）、米瑪塔爾共和国（Minmatar Republic）與朱庇特帝国（Jove Empire）。遊戲中玩家僅能選擇前四者作為種族，朱庇特並不能被玩家选为出生势力。

### 艾玛與米玛塔尔
艾玛是一群自稱做「遵循者」（Conformists）的後裔，並是除了朱庇特外最早重新發現超光速飛行的種族，透過這項科技的幫助，艾玛很快地擴張了帝國的版圖，並吸收落後族群做為奴隸，直至在擴張中遭遇了盖伦特與朱庇特才受到阻礙，艾玛的皇家艦隊在與一艘朱庇特母艦的戰鬥中被全數摧毀，隨後被奴役的米玛塔尔開始反抗，但最終僅在EVE宇宙中占領少部分區域，且大多數的米玛塔尔人民仍然被艾玛奴役或在盖伦特領地內流竄。

### 加达里與盖伦特
加达里與盖伦特母星原位於同一個行星系內，盖伦特母星早期由法國後裔Tau Ceti所殖民，隨後一個集團購買了一顆鄰近的行星，並將它改造為加达里母星，仍然不適合生存的加达里母星在科技和文明上很快便落後了盖伦特數百年，而盖伦特在這期間成立了民主政府，隨後加达里透過還原古代技術和朱庇特的商業來往，在短時間內有飛躍性的進步，最初加达里的人民為盖伦特的一部分，雙方的意見分歧最終導致加达里與盖伦特決裂，雙方爆發了長達93年的戰爭，直至雙方了解沒有任何一方可以勝過另一方，加达里母星在結束時被盖伦特占領，提高了雙方的緊張狀態。雖然盖伦特無知的舉動震撼了加达里的實力，而加達里人民無畏的戰鬥精神和對科技的嚴謹態度卻早已在精神方面贏得了勝利。

### 朱庇特
在蟲洞關閉後，朱庇特族人在短時間內便重建了社會，當其餘四族仍然處於紛亂狀態時，朱庇特便已經開始擴張其領土，隨後，朱庇特便開始注重於基因工程以改變自身成為適合長途星際旅行的種族。在歷史中，朱庇特曾有兩大帝國，分別處於與他們目前所在地不同的星域，由於其中一個帝國的基因工程失敗導致該帝國人類罹患嚴重的憂鬱症並失去活下去的意志，另一方很快地便拋棄他們及它們的所在地──柯尔斯（Curse）星域，該星域隨後便被海盜集團天使企业联合体（Angels）占領。四個種族對於朱庇特的認知極少，除了知道他們擁有高度發展的科技外，朱庇特也切斷了所有到達他們領域的星門。
| 艾玛 | 米玛塔尔 | 盖伦特 | 加达里 | 朱庇特 |
|      |          |        |        |        |

## 遊戲方式
该游戏在全球设有两个服务器，分别为“Tranquility”（中文译名“宁静”，由CCP运营的面向全球玩家的服务器）和“晨曦”（由中国公司代理，面向中国玩家的服务器），两套服务器分别独立运行游戏，玩家数据完全隔断。
“宁静”服务器依托于一台超級電腦，該伺服器被認為是遊戲工業上最強大的超級電腦，並於每天11:00至11:30GMT（相當於GMT+8晚上7~7點半）進行例行維護或更新。此外，又有數個小型的伺服器（如Singularity與Multiplicity）被用來進行公開或內部的測試。

### 宇宙
EVE宇宙设有超過五千個恒星系，除了由朱庇特帝国控制的星域外，玩家可以自由進出任何一個恒星系。每個恒星系間透過星門（Stargate）連結，數個透過星門連結的恒星系集合成星座（Constellation），數個相鄰的星座結合成星域（Region），而整個EVE宇宙一共由64個星域所組成。每個恒星系皆設有安全等级，數值介於-1.0至1.0之間，安全指數大於等于0.5的恒星系稱為高安全區，安全指數介於0.1與0.4的行星系稱為低安全區，而遊戲中所有安全指數小於等于0.0的恒星系被稱作無法律地帶（lawless area），包含00地帶（0.1~-1.0安全指數，星系通常採用類似CCP-US這種樣式命名（部分特殊星系除外，如天堂星座下的全部恒星系、管理员控制的北极星恒星系），并可在F10彈出的星圖上顯示）和蟲洞地帶（-1.0安全等级，星系採用類似J100058這種樣式命名，不能在星圖上顯示），部分藏匿有大量海盜，部分被玩家聯盟控制。
一個恒星系中通常包含一顆恆星、數個小行星帶、行星、衛星、太空站、星門和异常空间，玩家可在衛星環繞軌道上錨定玩家星際建築以進行生產或開採星球資源，小行星帶則用來開採礦物或是獵殺遊蕩的海盜以獲取賞金。异常空间（deadspace complex）則是一群透過加速轨道（acceleration gate）連結的海盜基地或考古遺址，某些异常空间需要透過探測器才能發現。此外，部分恒星系含有重要的歷史遺址，例如Eve Gate蟲洞的所在地或是被摧毀的泰坦旗舰殘骸。玩家可在上述星系、虫洞等空间内体验不同的游戏内容。

### 技能系統
在《EVE Online》的技能系统中，技能的训练时间与现实时间流逝挂钩，訓練過程中無論玩家角色是否上線皆會進行；遊戲中的技能訓練系統與玩家的五個屬性結合：智力、感知、領導力、意志力與記憶力，每項技能皆受其中一個主要屬性與一個次要屬性影响，當一個技能所對應的屬性点数越高，技能點數获得的速度也越快，訓練時間也越短。游戏中的每項技能皆有五個等級，每种技能都有其对应的训练时间倍增系数。技能的系数越高，就越需要花費更長的訓練時間来获得更多技能点以升级。
在游戏的后续更新中，出现了技能注入器、技能提取器等道具，使得玩家可以交易技能点，让玩家能够短时间内获得大量技能点数以快速获得技能、或被吸取掉某些技能以获得游戏内货币。由於遊戲中具有大量的技能，训练完所有技能既不实际、也不划算，故而推荐玩家专精某一方向进行学习。

### 經濟

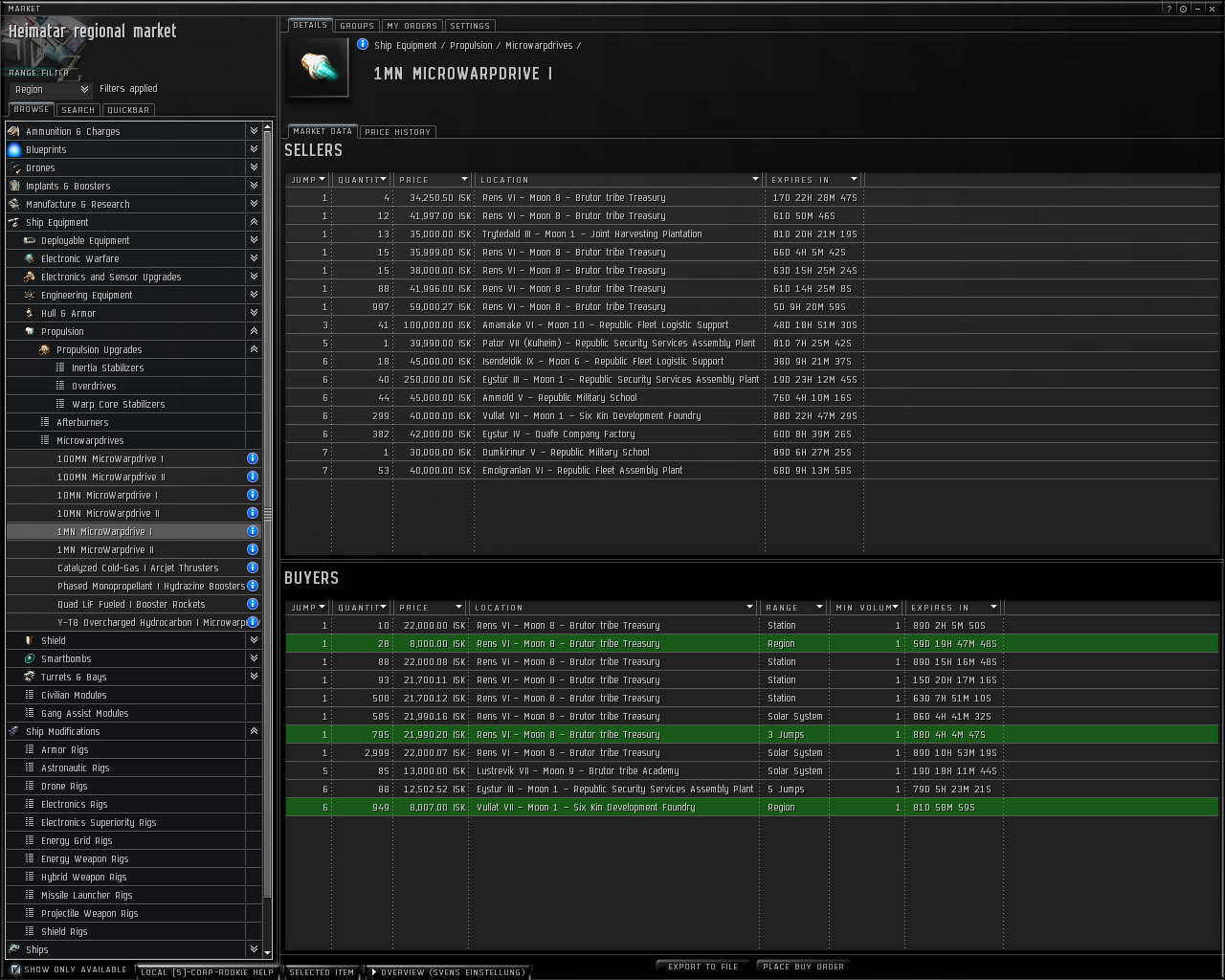
《EVE Online》中的市場截圖

《EVE Online》中的遊戲貨幣为ISK（又译作星币），與冰岛货币的ISO 4217代碼ISK相同。玩家可透過以物易物、在市場发布销售/收购订单交易、玩家间合同或是透過忠誠點數向NPC换购物品。遊戲内經濟大多數都由玩家掌控，NPC商人僅負責供給基本的藍圖、技能书與贸易货物。游戏中从小到0.0025m³的小型彈藥，大到198公里长轴的星城都可由玩家通过蓝图亲手制造，並將產品置於市場中販賣或自行使用。遊戲中物品的價錢因區域而變化，受物品的稀缺性、分工和供需所影響，例如在經常使用導彈武器的加达里境内往往能以較低的價錢購入導彈弹药與导弹發射架。
以經濟學的角度來看，《EVE Online》的經濟屬於開放式經濟，遊戲中並沒有固定的金錢與物資。遊戲開發商CCP曾在遊戲早期嘗試實現一個封閉的經濟體，然而事後證明平衡新玩家與現存玩家的物資分配是非常困難的，目前的經濟體系透過在人煙稀少且危險的非安全區域引進昂貴的資源以平衡人口眾多的高安全區域，而高安全區域所生產的船艦、装备也透過運輸艦運送至物資缺乏的低安全區域。
《EVE Online》的使用者授權合約（EULA）规定仅可在官方渠道用法定货币购买代币PLEX（又译作伊甸币），该代币可用于售卖获得ISK或添加付费账户游戏时间。同时合约禁止玩家间以现实世界中的法定货币在游戏内交易物品。
2007年6月27日，CCP宣佈他們雇用了一名經濟學家以管理遊戲中的經濟動向，Guðmundsson博士表示他將負責撰寫遊戲每一季的經濟報告並釋出給遊戲社群，並與其他有興趣的團體共同研究。

### 戰鬥

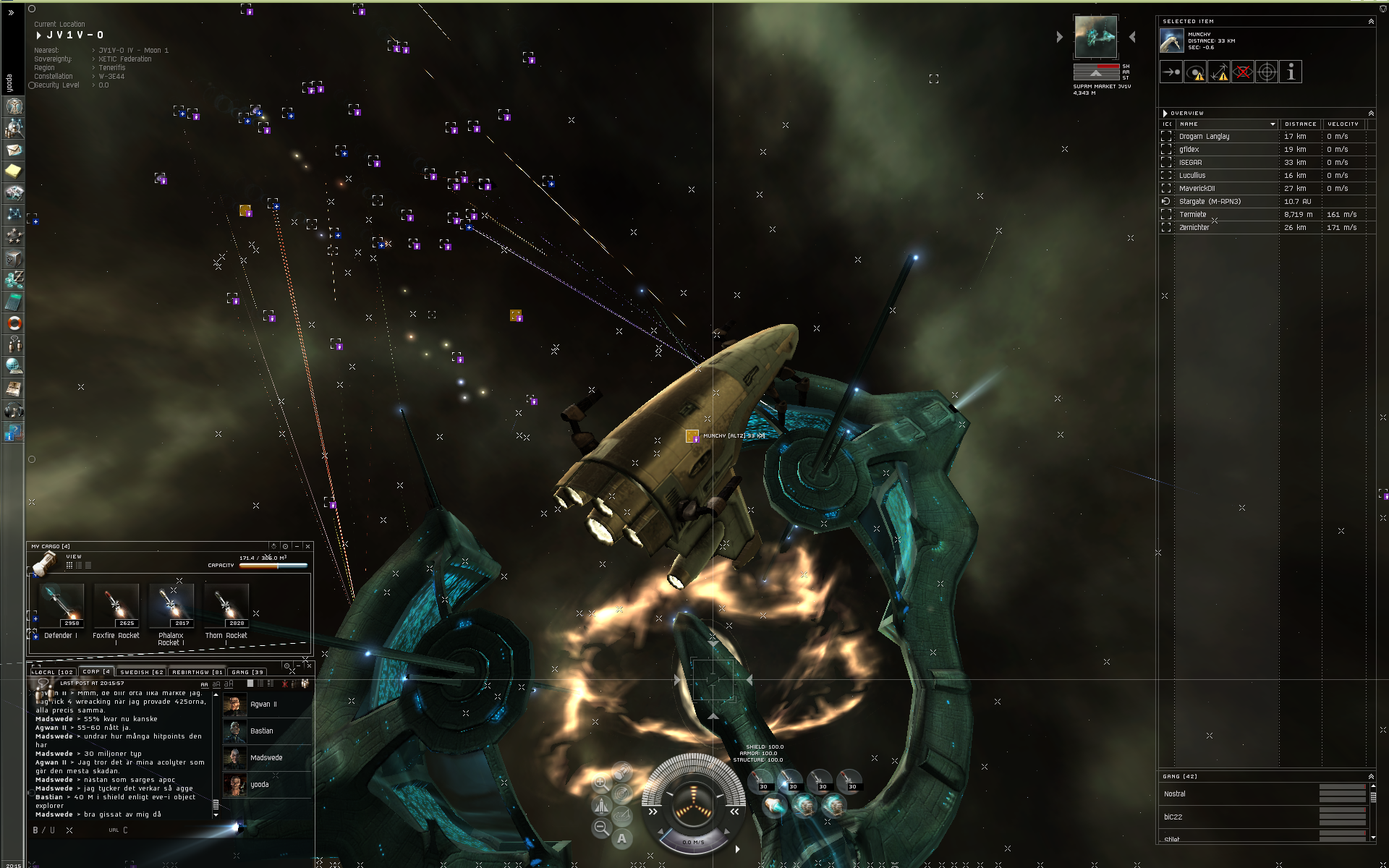
《EVE Online》中的一場艦隊戰鬥，每一艘船艦皆被一個方框標示著

《EVE Online》中的戰鬥是戰術智慧與滑鼠點擊結合而成，一個玩家的戰鬥能力取決於他的技能等級、舰船的装备装配选择和操作意识。玩家在作战时可操作舰船的环绕、保持距离等单一自动驾驶模式，亦可手動控制船艦的行进方向与速度。玩家的一系列战术选择都会主导战局的输赢。
《EVE Online》中拥有炮台、导弹、无人机等多种武器，每种武器亦有不同型号以针对不同等级的舰船目标。众多的舰船、武器种类搭配选择，使得游戏中各種船艦在戰場上皆能發揮相应作用，例如战列舰在对抗同等級的船艦时通常配备重型武器，若用此种重型武器攻击小型且高速的船艦时，则会因炮台转速不足等因素，而無法对敌人造成明顯的傷害，一条小小的護衛艦對於大型船艦往往不能造成很高傷害，但其在戰鬥中却也能扮演关键角色，它可以利用其高机动性癱瘓、阻碍對方的推進系統使其无法脱身，或干擾敵方的武器性能、鎖定系統，辅助隊友將其摧毀。在玩家的船艦被摧毀後，沒有隨著船艦爆炸而被摧毀的物品與裝備將被丟至太空中，鼓勵玩家海盜掠取玩家的物品與高價的裝備。然而海盜也冒險被警察追緝或成為遊戲中眾多玩家攻擊的對象，甚至是無法進入高安全地區。玩家也可在海盜身上增加懸賞金，促使某些玩家專門獵殺具有懸賞金的海盜。
随着游戏版本的变迁，过往0.0區域蘊藏豐富資源的时代已经过去，但是占据0.0星系主权的大型玩家联盟依旧是EVE历史的主要书写者，一场场规模宏大的主权争夺战争既让参与其中的玩家记忆深刻，也不断影响着玩家势力的变迁。

### 任務
《EVE Online》中的NPC代理人依其所屬部分不同授予玩家不同種類的任務，例如军事部門的代理人給予玩家較多的戰鬥任務。玩家完成任務時將給予獎金以及忠誠點數，若玩家在時限內完成任務則有額外的獎金。完成任務同時也提高玩家與該代理人所屬的公司的聲望，同時也降低與敵對公司的聲望。提升與NPC公司的聲望可以讓玩家接受更具挑戰性且高報酬的任務。

### 安全指數系統

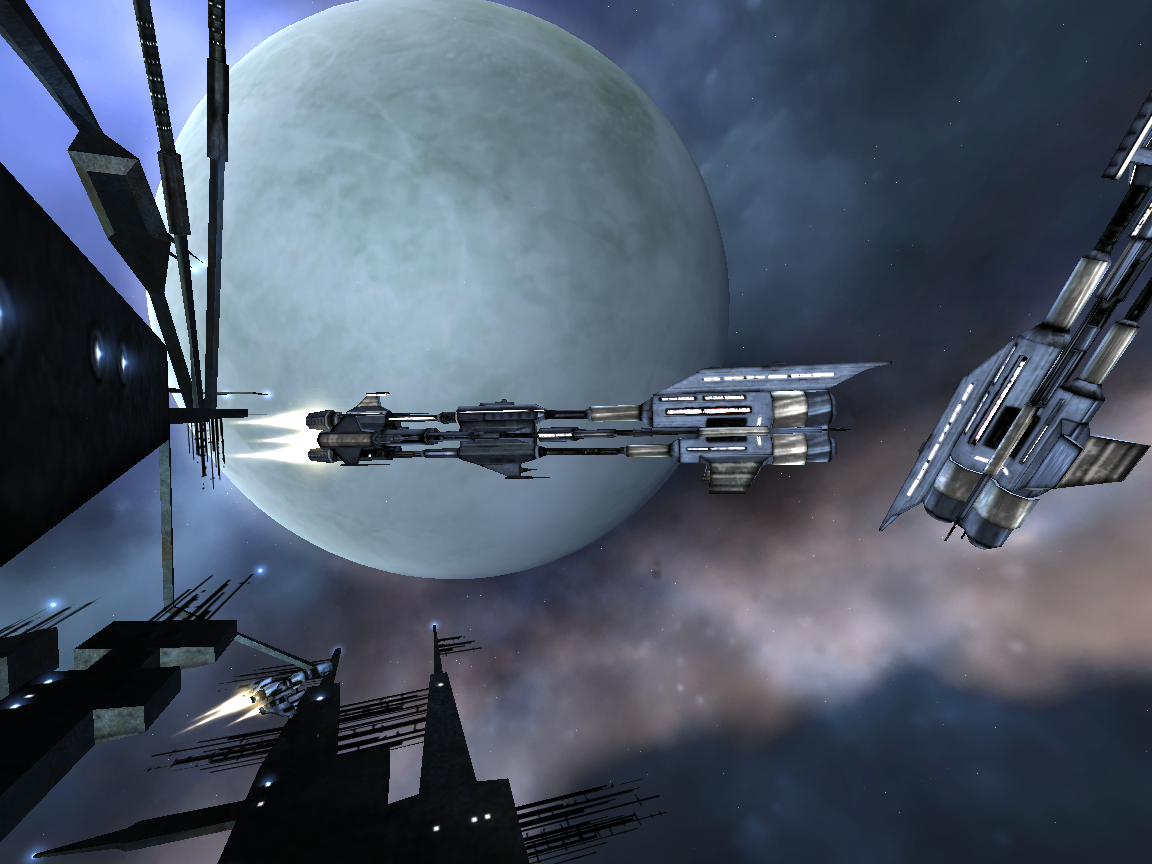
CONCORD巡邏船艦

《EVE Online》使用開放式PVP系統，在遊戲中任何區域玩家皆可對其它玩家進行鎖定並開火。為了平衡开放对战機制，《EVE Online》透過安全指數系統對每個行星系進行分級，高安全區（0.5~1.0）的地區被遊戲中的NPC警察──统合部（英語：CONCORD）所保護，一旦玩家违法犯罪便會遭致统合部处决。统合部的攻擊伤害被设定为可瞬间击毁玩家舰船，任何成功逃避统合部处决的都会被认为是利用游戏BUG不当得利而被封号。然而，這並不代表在高安全區是絕對安全的，俗称“强暴”的自殺攻擊行動会抢在统合部有所反应之前强行击毁受害者的船只，然後由他們的同伴奪取残骸中的貨物。因此如果以脆弱的船只运输高价值货物，即使在高安全区域仍然有相当的风险。若玩家在帝國區域（0.1~1.0）犯罪便會降低與统合部之間的關係度，若只是顯現出攻擊行為將損失少許關係度，摧毀船艦將導致更嚴重的關係度下降，玩家與统合部的關係度越低，能進入的行星系安全等級便越低。
低安全區域（0.1~0.4）僅在太空站和星門附近設有哨戒砲塔，除了這兩處外，攻擊其它玩家並不會引起统合部的攻擊，而哨戒砲塔的攻擊能力與範圍有限，在某些情況不能有效防止犯罪。無法律地帶（0.0）则完全不受统合部控制，玩家可自由进行PVP活动。

### 死亡
玩家的船艦被摧毀後將在該處留下殘骸，所有在爆炸中沒有被摧毀的船艦裝備、彈藥、無人機與船艙內貨物皆可被任何玩家拾取，而舰船殘骸亦可透過打撈裝備進行打撈获得物品，這些物品可用于制造舰船改装件。為了減輕船艦摧毀的損失，每艘船艦的船体皆可购买保險，保險理賠金係根據建造船艦所需的原料價格計算，但安裝於船艦上的模組與船上搭載的貨物不能被保險。當船艦被摧毀時，玩家將以逃生艙的方式被安全彈射，但逃生艙僅具有基本的移動功能。逃生艙被玩家摧毀后，玩家意识的备份将自动导入至备份克隆体内完成“复活”。玩家死亡会导致身上的旧有植入物被毁灭，且植入物無法被保險。
在資料片《紅月升起》（Red Moon Rising）中，遊戲中加入克隆跳跃功能，並在資料片《啟示錄》中透過心智傳送技術將玩家的植入物保留在原本的克隆中，玩家可將自己的軀體與植入物保留於太空站內，並跳躍至另一個克隆中，初始状态下每24小時便能進行一次跳躍。

## 遊戲內物品
| Tech I                                  | Tech II                              | Tech III                        |
| --------------------------------------- | ------------------------------------ | ------------------------------- |
| 穿梭機（Shuttle）                             |                                      |                                 |
| 護衛艦（Frigate）                       | 突擊艦（Assault Ship）               |                                 |
| 護衛艦（Frigate）                       | 隱形特勤艦（Covert Ops Frigate）     |                                 |
| 護衛艦（Frigate）                       | 電子攻擊艦（Electronic Attack Ship） |                                 |
| 護衛艦（Frigate）                       | 截擊艦（Interceptor）                |                                 |
| 驅逐艦（Destroyer）                     | 攔截艦（Interdictor）                | 战术驱逐舰                      |
| 巡洋艦（Cruiser）                       | 後勤艦（Logistics Cruiser）          | 戰略巡洋艦（Strategic Cruiser） |
| 巡洋艦（Cruiser）                       | 重型突擊艦（Heavy Assault Ship）     | 戰略巡洋艦（Strategic Cruiser） |
| 巡洋艦（Cruiser）                       | 偵查艦（Recon Ship）                 | 戰略巡洋艦（Strategic Cruiser） |
| 巡洋艦（Cruiser）                       | 重型拦截艦（Heavy Interdictor）      | 戰略巡洋艦（Strategic Cruiser） |
| 戰列巡洋艦（Battlecruiser）             | 指揮艦（Command Ship）               |                                 |
| 戰列艦（Battleship）                    | 黑隱特勤艦（Black Ops）              |                                 |
| 戰列艦（Battleship）                    | 掠奪艦（Marauder Ship）              |                                 |
| 工業艦（Industrial ship）               | 運輸艦（Transport Ship）             |                                 |
| 採礦駁船（Mining Barge）                | 採掘者（Exhumer）                    |                                 |
| 旗艦（Capital Ships）                   |                                      |                                 |
| 無畏艦（Dreadnought）                   | 槍騎兵級無畏艦 (Lancer Dreadnoughts) |                                 |
| 航空母艦（Carrier）                     |                                      |                                 |
| 战力辅助舰（Force Auxiliaries）         |                                      |                                 |
| 超级航空母艦（Supercarrier）            |                                      |                                 |
| 貨艦（Freighter）                       | 跳躍貨艦（Jump Freighter）           |                                 |
| 旗艦級工業艦（Capital Industrial Ship） |                                      |                                 |
| 泰坦（Titan）                           |                                      |                                 |

### 船艦
《EVE Online》提供多樣化的船艦，從小型的護衛艦至比其大上數千倍的泰坦，各種船艦皆有其優點與缺點，不能純以大小評斷。例如護衛艦與战列舰相比，雖然護衛艦體型較小，但是因为每艘船艦皆有訊號半徑，半徑越小的船艦越难以被锁定、追踪，而且炮台类武器皆有跟踪速度，护卫舰的速度较快，越重型的武器跟踪速度越慢，因此巡洋艦級或戰艦級的大炮很難對近距离运动中的護衛艦造成傷害。

### 船艦裝備
一艘船艦通常具备高、中和低三種插槽，每种插槽具有数量限制与CPU和能量柵格輸出的限制，而各個層次的插槽數量與CPU和電力的輸出情況則視船艦種類而定。
高槽通常用來裝配武器、牵引光束或打撈裝備。遊戲中的武器可被分為四大類型：导弹、炮台、立体炸弹與无人机，每種武器皆有一系列的技能供玩家訓練已發揮該武器的能力，例如增加開火速率及射程。飛彈可造成不同屬性的攻擊，且依其用途分為許多類型，例如魚雷飛行速度慢，適合攻擊大型目標，而巡航导弹則具有遠距離攻擊的特性。軌道砲與射弹武器則具有較固定的攻擊屬性，並分別具有遠距離與近距離攻擊的版本供玩家在不同情況下使用。而激光武器則必須使用晶体做弹药驱动，不同频率的晶体具有不同的攻擊距離、殺傷力和电力消耗。
每個種族分別擅長不同種類的武器，例如：加达里與米玛塔尔擅长导弹、艾玛擅长激光武器、盖伦特與加达里擅长混合炮台、米玛塔尔擅长射弹炮、盖伦特與艾玛擅长無人機。立体炸彈則是具有範圍伤害的武器，可以用來清除圍繞在船艦附近的目标，缺點是需要大量的能量且可对友军造成伤害。而無人機則是可以被玩家佈署且控制的小型船艦，玩家可控制的無人機數量根據玩家的技能、船艦的特性與無人機艙容量決定，無人機又可因其不同的用途分為戰鬥用、採礦用、電子戰用、維修用等种类。
中槽與低槽通常用來配置輔助模組，例如裝甲、护盾、结构、引擎升級和電子戰模組等。電子戰模組可用來干擾敵方船艦的鎖定、攻擊能力，例如ECM可用來瘫痪敵方船艦的鎖定系统使其仅能锁定自己，而遊戲中也有對抗電子戰的裝備，例如透過ECCM增強雷達感应強度以減少被瘫痪的機率，玩家可自行选择装配方案以灵活体验游戏。
船艦的改装件是被用來永久增強船艦性能的模組，僅能被使用一次，除非將其摧毀否則不能取下，战略巡洋舰则不受此限制。

### T3舰船
T3舰船指三级科技的舰船，是於《Apocrypha》資料片中新增的船艦等級，目前遊戲中僅有战略巡洋舰（又被简称为T3C、T3巡洋）及戰術驅逐艦（又被简称为T3D、T3驱逐）兩種，T3舰船是高度模組化的船艦，一艘戰略巡洋艦由船體和四個不同部位的子系統所組成，因此具有相當高的變化性。當戰略巡洋艦被摧毀時，玩家會損失艦船上搭載的所有的子系統。戰術驅逐艦虽然沒有子系統設定，但带有攻击、防御、机动三种模式供玩家切换，較戰略巡洋艦相比具有更佳的變化性。在最初的游戏版本中，战略巡洋舰被摧毀時会随机丢失一级最高子系统技能，但现如今这一特性目前已被撤销，舰船的损失不会造成技能损失。

### 藍圖
遊戲中大多數船艦與裝備皆是透過藍圖製造，最基础的T1科技等级的藍圖原图可向NPC購買，可以無限次使用，並對其進行研究以減少生產所需的材料和時間，藍圖拷贝图（Blueprint copies，BPC）則有使用次數限制，不能被研究、但可以發明出用于T2科技等级（Tech II）制造的蓝图。T1（Tech I）的藍圖原图可向NPC購買，而更高階的T2、T3物品則必須透過對應的T1藍圖進行「發明」（invention）獲得。生產與發明必須使用挖掘自小行星帶或衛星的礦石並提煉後所得的矿物，有時還需要其它藍圖生產的元件或是來自NPC海盜掉落的物品與打撈殘骸所得到的物品。

### 其它

#### 植入物
植入物（Implants）被用來加強玩家的屬性，或是提供攻擊與防禦上的額外能力。植入物與改装件相同，一旦植入便不能移除，玩家的逃生艙被摧毀的同時也會損失所搭载的植入物。增效劑（Boosters）則是單次使用的藥物，可在一定時間內增強角色的能力。

#### 空间站
高安、低安、0.0NPC主权地区的空间站是游戏创立之初就存在的，玩家可以自己制造空间站以锚定于己方0.0主权地区，而各地的空间站都是无敌状态，只能被争夺，无法被摧毁。随着游戏版本的推进，旧有的玩家建造空间站被改版为势力铁壁，势力铁壁可被玩家攻击摧毁、也可以被解锚进行交易。

#### POS
POS是一种可供玩家部署、操控、摧毁的建築，用于在EVE宇宙内划分出一块空间，用于锚定舰队机库、研究設施等不同建筑来获取各种功能服务。POS基于控制塔（Control Tower）為中心，而控制塔依托消耗燃料提供一定范围内的防护罩保護。POS必須錨定在卫星高空軌道上。POS與船艦相同，根據控制塔的不同也具有CPU與能量格栅的限制。POS外可锚定武器建筑，用于自卫。

#### 月矿
月矿是指卫星矿，玩家除了可以在异常信号的矿带和小行星带进行采掘作业获得矿物外，还可以通过采掘月矿获得收益，最初的游戏版本中，月矿被设定为利用POS进行采掘，之后的版本中月矿被设置为利用月矿堡垒获取月矿。

#### 堡垒
2016年4月，游戏更新推出堡垒这一玩家建筑，玩家可以通过锚定堡垒在宇宙中取得一个落脚点，进行物品储存等，随后的一系列更新又推出了工业堡垒、月矿堡垒等用于玩家的工业制造、精炼、月矿牵引等。

## 社群

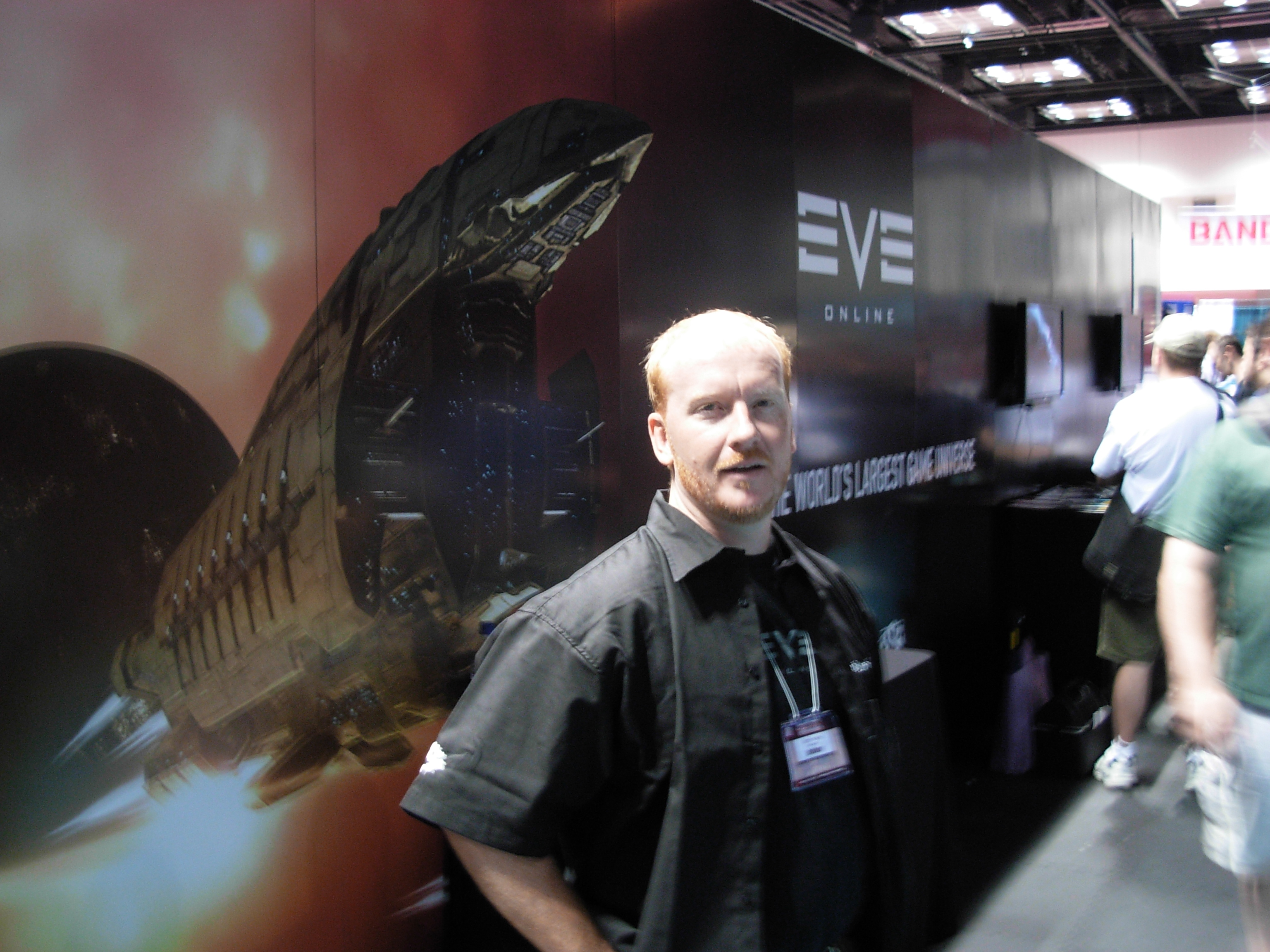
《EVE Online》在Gen Con 2007的攤位與代表人

在2006年10月一次訪談中提到《EVE Online》的玩家平均年齡為27歲，其中95%為男性，5%為女性，平均一星期的遊戲時數為17小時（約每日2.5小時）。2009年2月8日，《EVE Online》達到了其最高紀錄──同時51,675名玩家在同一個伺服器上登入。在官方公布的2007年第四季的資料中，《EVE Online》達到23.6萬活躍的玩家以及4.5萬個活躍的試玩帳號。

### 公司與聯盟
玩家在遊戲中可組成類似其他大型多人線上遊戲中工會的公司（Corporation、又被译为军团），公司由一名CEO管理，而CEO再給予公司成員不同的權限。數個公司可組成聯盟（Alliance），一個實力強大的聯盟可在0.0區域控制數個行星系，而鄰近的聯盟也可能為了後勤或聯合行動的需求而互相結盟組成联盟群，部分玩家海盜也互相結盟並集體突擊在低安全單獨行動的船艦。
雖然在高安全區中玩家违法會遭受统合部的攻擊，但公司與聯盟可互相宣戰，且每星期需支付一定的金額，在這段期間雙方可在任何區域互相攻击，且不受统合部干涉。

### 中国大陆营运
2006年3月開始，遊戲開發商CCP與其合作夥伴光通（现中华网游戏集团）開始將《EVE Online》帶入中國大陸遊戲市場，最初從五萬名玩家中挑選三千人進行封閉測試，並於2006年6月12日開放公開測試，並被證實是非常的受歡迎、玩家數量逼近《EVE Online》主伺服器的玩家數量。大陸的伺服器Serenity與歐洲伺服器Tranquility同步進行，遊戲發展也被分送至兩個伺服器中同步更新，但遊戲中的世界並沒有被連結在一起，《EVE Online》支援Unicode及將遊戲內容與介面地區語言化的系統。然而后来玩家因为种种原因不断流失，而缺乏新的玩家加入，平均在线人数一度仅为两千左右。更是出现了停服更换代理商的风波。新代理商世纪天成则通过各种宣传和活动，使平均在线人数维持在一万的水平。
2012年1月17日，《EVE Online》中国大陆代理商CDC Games宣布代理合同已经到期。2月20日，世纪天成正式宣布接手《EVE Online》运营权。6月28日，世纪天成宣布《EVE Online》不删档公测开启。
2018年8月27日，网易宣布接管《EVE Online》中国大陆营运业务，将在世纪天成运营的用户数据迁移到网易的账号体系中，并与宁静服的版本更新同步。

#### 游戏内容审核
2012年9月6日，官方网站上公布对游戏中的部分字词进行修改，如“铀”修改为“钼”，“钚”修改为“锰”，“贫铀”修改为“硬钼”，“核武器”修改为“核芯武器”、“奴隶”修改为“劳工”、“击杀权”修改为“击毁权”等等，并对部分图案进行修改，诸如“将所有带恐怖效果骷髅头的图标进行了替换”等等。

#### 兩個伺服器：晨曦與寧靜
中国大陆的晨曦服（陸服）和面向全球的宁静服（欧服）在运营环境、玩家人数和理念以及服务商等方面存在差异，在规则设定近乎相同的前提下依然形成了两种不同的玩法。如宁静服因玩家分布在所有时区，在任何时间段下“主权”都会受到同等威胁和程度的攻击，往往因为弱势时区（某一时区同盟的玩家数量少）而丢失“主权”，玩家版图和势力在宁静服更迭非常快；而晨曦服因大多数玩家集中在GMT+8时区，进攻方无法利用防守方时区弱势获得太大好处，版图和势力几乎不变。此外，因中国大陆政策问题，晨曦服的更新滞后于宁静服的更新，因此会有少数玩家利用这种滞后在更新之前做好相应准备，在更新后获利。
《星战前夜》并没有进行区域化的封闭运营型，所以依然有中国大陆玩家连入宁静服进行游戏，同时进行游戏还有很多旅居海外的中国人。由于双方对对方缺乏了解，晨曦服和宁静服的玩家常常在游戏外有争论和冲突，在论坛上往往以管理员出面锁帖而终止。

### 聯盟錦標賽
在2006年7月的兩個星期中，一個稱作EveTV的線上串流影片提供者報導了第二次Caldari聯盟錦標賽。該錦標賽是由遊戲頂尖的聯盟派出五名隊員組成團隊參賽，EveTV提供了遊戲中比賽的現場轉播及專業的解說，而比賽隊伍與戰略的解析、與開發者CCP人員的訪談也在比賽之間播放。EveTV主要由玩家創立的Eve-Radio的DJ運行，並由CCP提供相關資源。錦標賽間一共有95場比賽，第二次錦標賽最後由Band of Brothers聯盟獲得冠軍。同年12月的第一、二個星期舉辦了第三次聯盟錦標賽，再度透過EveTV進行現場轉播，錦標賽中一共40個聯盟在比賽中互相競爭，聯盟Band of Brothers的團隊再度獲得冠軍。此外，一艘由聯盟Interstellar Alcohol Conglomerate（IAC）所派出的稀有船艦Imperial Apocalypse級戰艦在準決賽中被摧毀。
而在2007年9月的第四場錦標賽中，前兩屆冠軍Band of Brothers被聯盟Star Fraction在第二場比賽中擊敗，最後由聯盟Hun Reloaded拿下了冠軍。隔年2月29日至3月2日與3月7日至9日這六天舉辦了第五次聯盟競賽，一共40個聯盟在95場比賽中相互鬥爭，最終由聯盟Ev0ke獲得冠軍。
而第六屆聯盟錦標賽在2009年1月24日至2月8日的三個星期中展開，這場錦標賽一共有64個隊伍參加，且部分規則有所更動。錦標賽最後一個星期的賽事在EveTV上進行現場直播，其餘的晉級賽則是透過遊戲內語音轉播。這場錦標賽也是首度讓遊戲中四大勢力軍團參與競賽，總決賽中上演的是聯盟R.U.R.對上Pandemic Legion，最後由Pandemic Legion獲得優勝。
第七屆聯盟錦標賽將在2009年9月初舉行。

## 開發
根據《EVE Online》的開發者的描述，《EVE Online》係從1984年的電子遊戲《Elite》演化而來，並結合了《網路創世紀》（Ultima Online）中的多人對話與玩家PVP的特色。《Elite》的玩家在遊戲中能接受任務、採礦、貿易與和隨機的敵對NPC進行戰鬥，這四個活動便是《EVE Online》的基礎。《Elite》的開發者David Braben認為《EVE Online》是重新實現（reimplementation）了這款遊戲，而不是它的直接繼承者（successor）。
2006年3月14日，《EVE Online》的開發者表示他們將遊戲的繪圖引擎升級至支援DirectX 10與Windows Vista平台，在《啟示錄》（Revelations）1.4的更新內容中表示目前的《EVE Online》客戶端「應該」能在Windows Vista的環境下運行。2007年11月6日，隨著《啟示錄》2.3版更新，《EVE Online》分別透過Cedega與Cider技術使其支援Linux與麥金塔（Mac）平台。同年9月10日，CCP表示新的Trinity 2繪圖引擎將使用DirectX 9.0，而該引擎在2007年12月5日隨著資料片《重生》（Trinity）發布。
遊戲釋出後，大量的外部軟體也被用來輔助玩家在《EVE Online》中的遊戲體驗，其中使用涉及自動腳本的軟體或作弊程式在被發現後皆遭到封鎖，而部分軟體則在CCP的同意下被允許，例如用來監管與計算技能訓練時間的軟體EVEMon便是被明確地核准的外部軟體之一。2005年5月，CCP宣布其EVE API（Application Programming Interface，應用程序介面）計畫，第三方軟體可透過此API取得相關的角色或市場資料。

### 資料片
自從《星战前夜》釋出，CCP一共新增了44個資料片，CCP一贯的风格是正常付費玩家皆可免費更新至資料片的最新版本。下表提供了所有资料片的更新概要。
| 編號 | 資料片名稱              | 釋出日期       | 重點更新 |
| ---- | ----------------------- | -------------- | --- |
| 1    | Castor                  | 2003年12月18日 | Tech II科技、可占領的太空站、NPC代理人、犯罪斗争、自动隐身                                                                                                 |
| 2    | Exodus                  | 2004年11月17日 | 驱逐舰、战列巡洋舰、势力船和矿船、POS、复合体、星系扫描、矿业升级、联盟系统、宣战机制、舰队系统和战术总览                                                  |
| 3    | Exodus: Cold War        | 2005年6月29日  | 玩家建立空间站、海盗势力升级、00区域扩大、无畏、货舰、主权系统、支持Unicode、科研技能                                                                      |
| 4    | Exodus: Red Moon Rising | 2005年12月16日 | 泰坦級旗艦、母艦、航空母艦、隱形巡洋艦、4个亚洲血统、舰载机、T2弹药、远程克隆体、牵引光束                                                                  |
| 5    | Bloodlines              | 2006年3月2日   | |
| 6    | Revelation I            | 2006年11月29日 | 探索系統、合同系統、發明、改装件、打捞、三级战列、二级战巡、開放八個星域、游戏内语音                                                                       |
| 7    | Revelation II           | 2007年6月19日  | 超載模組、主權與星際建築的改变、五级任务 |
| 8    | Trinity                 | 2007年12月12日 | 语音增强、舰队邀请机制改变、女性尸体、出站初速度、电子战提示                                                                                               |
| 9    | Empyrean Age            | 2008年6月10日  | 势力战争、新低安区域开放 |
| 10   | Quantum Rise            | 2008年11月11日 | 伺服器架構更新、炼金术、新工业旗舰、速度平衡、證書、獎牌、新的星门                                                                                         |
| 11   | Apocrypha               | 2009年3月10日  | Tech III模組化船艦、蟲洞探險、新探針搜尋系統、人工智慧增強、史诗任务、任务属性调整、技能队列、新配船面板、UI设置导入、新视觉听觉效果、俄语客户端           |
| 12   | Dominion                | 2009年12月1日  | 主權機制變更、旗舰改动、势力舰船平衡、海盗史诗任务、游戏内邮箱                                                                                             |
| 13   | Tyrannis                | 2010年5月26日  | 行星建设、EVE Gate（游戏外改动，网页系统，可以发邮件和通信）、日历系统                                                                                     |
| 14   | Incursion               | 2010年11月30日 | 专业打捞船、新角色設計系統、入侵系統、00区域真实安全等级                                                                                                   |
| 15   | Incarna                 | 2011年6月21日  | 舰长室、人物饰物 |
| 16   | Crucible                | 2011年11月29日 | 新三级战巡、星云优化、时间膨胀、飞船尾迹、玩家海关、驱逐舰平衡、旗舰削弱                                                                                   |
| 17   | Inferno                 | 2012年4月24日  | 导弹发射器、宣战系统升级、Tech I护卫和巡洋平衡、DUST514引入                                                                                                |
| 18   | Retribution             | 2012年12月4日  | DUST514正式联动、Tech I战列巡洋平衡、新犯罪计时、决斗系统、星空航迹图                                                                                      |
| 19   | Odyssey                 | 2013年6月4日   | Tech I 战列舰平衡、海军战舰平衡、新技能树、新探索系统、新扫描系统、星门/虫洞跳跃动画、玩家星站/哨站优化、资源重组、双角色训练、指挥舰平衡、重型突击舰平衡  |
| 20   | Rubicon                 | 2013年11月19日 | 新证书系统、高安玩家自建办公室、电子攻击舰平衡、截击舰平衡、拦截舰平衡、新跃迁机制、姐妹会势力舰船、指挥舰船体改动、重型快速导弹发射器、月矿窃取           |
| 21   | Kronos                  | 2014年6月5日   | 莫德团战列、T2脑插调整，海盗势力舰船平衡，虫洞规则变更，隐秘地点，势力战争加强。高级工业舰BUFF。矿业采掘者、采矿驳船修改}                                  |
| 22   | Crius                   | 2014年7月22日  | 新工业UI，工业团队，舰队操作与配船限制移除 |
| 23   | Hyperion                | 2014年8月26日  | 共享总览，行星开发规则修改，burners任务，虫洞天象平衡 |
| 24   | Oceanus                 | 2014年9月30日  | 新隐形效果，新虫洞效果，第一批装备平衡修改。 |
| 25   | Phoebe                  | 2014年11月4日  | 新的扫描视图，新工业UI，新探索地点与死亡空间。新通知窗口，跳跃疲劳                                                                                         |
| 26   | Rhea                    | 2014年12月9日  | 全新的UI界面，全新的破碎虫洞、全新的星图、锡拉（席拉、thera） WASD操作模式、克隆等级取消、偏振（极化）武器、艾玛T3战术驱逐舰、新联合矿业货舰、漫步的冬眠者 |
| 27   | Proteus                 | 2015年1月13日  | 新的探索地点、第二批装备平衡修改、小行星带特效、侦察舰平衡修改                                                                                             |
| 28   | Tiamat                  | 2015年2月17日  | 米玛塔尔T3战术驱逐舰、新NPC智能、未知建筑解除隐形 |
| 29   | Scylla                  | 2015年3月24日  | |
| 30   | Mosaic                  | 2015年4月28日  | |
| 31   | Carnyx                  | 2015年6月2日   | |
| 32   | Aegis                   | 2015年7月7日   | |
| 33   | Galatea                 | 2015年8月25日  | |
| 34   | Vanguard                | 2015年9月29日  | |
| 35   | Parallax                | 2015年11月3日  | |
| 36   | December 2015 Release   | 2015年12月8日  | |
| 37   | January 2016 Release    | 2016年1月12日  | |
| 38   | February 2016 Release   | 2016年2月9日   | |
| 39   | March 2016 Release      | 2016年3月9日   | |
| 40   | Citadel                 | 2016年4月27日  | 增加晟威建筑(Upwell Structure)，推出中型堡垒“Astrahus(空堡)”、大型堡垒“Fortizar(铁壁)”、超大型堡垒“Keepstar(星城)”                                         |
| 41   | Ascension               | 2016年11月15日 | 以分類克隆體模式、改以免費可玩基礎遊戲內容 |
| 42   | Uprising                | 2022年11月8日  | |
| 43   | Viridian                | 2023年6月13日  | |
| 44   | Havoc                   | 2023年11月14日 | 海盜叛亂 |

## 未來發展
《EVE Online》的未來發展包括玩家可離開船艦與逃生艙並與其他玩家在太空站內部進行互動，CCP並沒有表明明確的完成時間，但2007年3月 TenTonHammer.com在CCP CMO（Chief Marketing Officer）Magnus Bergsson的允許下釋出了一段從GDC（Game Developers Conference）攝取的影片，影片內容展示了正在開發中的太空站互動環境。此外，進入行星大氣層也是開發計畫的焦點之一，在EVE Fanfest 2005中，CCP展示一艘Caldari Crow級護衛艦在行星表面航行，然而CCP表示引入此系統將需要投入大量的工作量並僅在《啟示錄》後的開發中計畫進行。

### Dust 514
2009年8月18日，CCP在2009年德國游戏开发者大会發表新作《Dust 514》，是一款大型多人連線射擊遊戲（MMOFPS），由CCP上海分部開發。遊戲內容發生在《EVE Online》星球表面上，而《Dust 514》的玩家可以以傭兵協助的方式與《EVE Online》的玩家互動，將兩款不同層次遊戲連結在一起。《Dust 514》將獨占發佈於PlayStation 3平台上。而在2014年的Fanfest上，开发商CCP决定将Dust514移植到PC平台上，这一消息的公布，使许多Dust514玩家感到不满，部分玩家放弃该游戏。进入九月份后，一直有传言CCP将解散CCP上海分部且PC版停止开发。2014年10月14日，ECF上资深玩家hitncl发帖表示，CCP已经停止开发Dust514PC版且Dust514不久后可能停运。Fanfest2015，CCP宣布在PC平台上推出Project Legion来取代Dust514。Fanfest2016，CCP宣布用Project Nova取代Project Legion。Dust514已于2016年5月30日正式停服。

## 大眾反應
| 評論                                                   |      |
| 評論媒體                                               | 分數 |
| PC Zone                                                | 88%  |
| PC Zone 2004 Feb                                       | 91%  |
| PC Gamer（英）                                         | 90%  |
| PC Gamer（瑞典）                                       | 87%  |
| PC PowerPlay                                           | 89%  |
| GameSpy                                                | 75%  |
| IGN                                                    | 8/10 |
| 獎項                                                   |      |
| PC Gamer（瑞典）Best Online RPG 2003                   |      |
| 2003 Gamespy Best Graphics                             |      |
| Game Revolution 2003 Editor's Choice Awards            |      |
| IGN 2003 Outstanding Technical Achievement in Graphics |      |
| MMORPG: Best Overall Game of 2007                      |      |
| MMORPG: Favorite Game of 2006                          |      |
| MMORPG Readers Choice Awards 2005: Favorite Game       |      |

### 虛擬犯罪
海盜、收取保護費與偷竊皆是遊戲內容之一，遊戲中的公司Guiding Hand Social Club（GHSC）曾經透過其目標CEO的信任在虛擬空間中「暗殺」了這名CEO，隨後竊取價值數十億ISK的財產，這個詐騙案在遊戲中與媒體間皆引起了關注。然而遊戲開發者表示他們並不負責處理《EVE Online》中的虛擬經濟及瑣事。如同真實世界，玩家在遊戲中必須透過自我判斷進行理財與投資。

### 開發人員作弊
2007年，一名自稱為Kugutsumen的玩家以间谍手段潜入了一個敵對聯盟的内部论坛，并通过查阅联盟玩家间的邮件信息发现了身为《EVE Online》開發者的t20以Ishos Rerajan的玩家身份活跃于Band of Brothers联盟，并以作弊的手段为他游戏中所在的联盟提供了十张价值数十亿游戏内货币的制造原图，以讓其所在的联盟在與其他势力競爭時具有優勢，Kugutsumen对此事进行进一步调查后选择将此事公之于众，并引发玩家间对CCP和Band of Brothers联盟的争议。CCP在对此事件进行调查后，表示因时间跨度问题，CCP无法验证此事件真伪，而t20事后就此事表态自己确实作弊，并为自己的行为致歉。最終t20仍然保留其開發者的地位至2008年，而Kugutsumen則因其揭露t20真名的行為違反了服務條款（Terms of Service）與使用者授權合約而被永久封鎖。作為此事件的回應，CCP派其內部事務部門的領導者Ari Eldon（CCP Arkanon）負責監視遊戲開發者的帳號操作，然而其公平性仍具爭議。

### 星際議會
為了解決上述的問題，CCP在2008年3月決定選擇9名玩家作為星際議會（Council of Stellar Management，CSM）的代表人以監督開發人員的行為，一共有66人參選，所有候選人必須告知CCP真實姓名與其它遊戲人物的細節。經過了兩個星期的投票後，第一批代表人選出，包含七名男性與兩名女性，其中各三名來自荷蘭與英國，兩名來自美國及一名來自丹麥，年紀介於17歲與52歲之間，每個代理人的任期為六個月，且每個人僅能擔任兩次代表人。
然而，星際議會的本質已經被改變，現被視為玩家向CCP提出請求與改善的主要渠道。
2008年6月19日至6月23日，星際議會的成員與CCP及其它開發者、遊戲管理員、設計師與媒體在冰島首都雷克雅維克會面，當時研討玩家所提出的意見，部分意見因技術上的問題而拒絕，但大多數的意見皆被CCP接受，作為未來的發展計畫之一。

## 玩家事件

### 大劫掠
2007年，MMOCrunch网站列出大型多人在线角色扮演游戏史上五大事件中，提到游戏中一个“公司”（类似其他游戏的公会），花费一年时间渗透到另一个目标“公司”，最终劫掠该公司并在游戏中刺杀了该公司的CEO，根据PC Gamer，劫掠的物资的现实价值达美金16,500元。最特别的是，这起事件依据游戏规则是“合法的”。

### 营运史最大规模战争
在太平洋时间2014年1月29日在宁静服（Tranquility）上，由于一个联盟忘记支付一个空间站的占用费，导致另外两个联盟和其他联盟乘虚而入争抢该空间站而爆发了大型战争，为游戏十年营运史最大规模的一次战争，有7500名玩家参与，导致了包括泰坦——该游戏最大级别的战舰，花费数月建造，约合每艘3000美元——损失75艘，共11万亿游戏货币的损失，约合30~33万美元，并引起美联社的关注，运营商也多次为服务器减低负载。
之后北京时间2014年3月25日，晨曦服（Serenity）也爆发了更大规模的一次会战，导致了服务器两次停机维护，和引起国外游戏玩家关注并通过twitch直播观看。根据官方的统计截止28日，仅旗舰级裸船破坏造成的游戏内货币损失就以超过29万亿游戏货币，其中泰坦84艘以上，以淘宝上的交易价格换算，约为人民币43.5万元——这还没算上普通舰船和价值更大的船支装备的损失。有人认为这是多个联盟的竞争激化和对之前宁静服大会战的响应。

## 付费模式
《EVE Online》起初的付费制版本设有试玩期，玩家在超过试玩期限后将无法登录游戏，在Ascension资料片推出后，EVE的付费模式则分为两种账户状态，即免费用户阿尔法（α）与付费用户欧米伽（Ω），两者不设游戏期限，但阿尔法账户的舰船驾驶、技能训练等功能受到一定限制，而欧米伽账户则可自由体验所有游戏内容。

## 外部連結

### 官方網站
- 星战前夜国际官方网站（宁静服务器） （页面存档备份，存于） （英文）
- 星战前夜中国大陆官方网站（晨曦服务器） （页面存档备份，存于） （简体中文）

### 遊戲資料網站
- 官方简体中文 Eve Online Wiki （简体中文）
- 簡體中文论坛 Eve China Fans Site （简体中文）
- 繁體中文EVE Online Wiki （页面存档备份，存于） （繁體中文）
- 宁静服务器（国际）最近玩家人數資料 （页面存档备份，存于）（英文）
- 晨曦服务器（中国大陆）最近玩家人數資料 （页面存档备份，存于）（英文）